# Sokcho
Sokcho is een stad in de Zuid-Koreaanse provincie Gangwon-do. De stad telt bijna 80.000 inwoners en ligt in het noorden van het land. Van 1945 tot het einde van de Koreaanse Oorlog maakte Sokcho onderdeel uit van Noord-Korea.

## Stedenbanden
- Jeongeup, Zuid-Korea
- Jung-gu, Zuid-Korea
- Hunchun, China
- Taitung, Taiwan
- Yonago, Japan
- Sakaiminato, Japan
- Nyūzen, Japan
- Gresham, Verenigde Staten
- Partizansk, Rusland